# UMkhonto we Sizwe (partito politico)
uMkhonto weSizwe (dallo zulu: Lancia della Nazione) è un partito politico di ispirazione socialista e populista, sebbene socialmente conservatore e nazionalista zulu, fondato in Sudafrica nel 2023. I suoi membri provengono dal partito egemone e di centro-sinistra del Paese “Congresso Nazionale Africano”, nello specifico dalla fazione favorevole all’ex-Presidente Jacob Zuma, che ne è appunto il fondatore.
Esso, nato in omonimia con l’ormai sciolto gruppo paramilitare, si è decisamente affermato sul piano politico a partire dal suo esordio, avvenuto alle elezioni generali del 2024, quando ha straordinariamente ottenuto 58 seggi su 400 presso l’Assemblea nazionale, la camera bassa sudafricana.

## Ideologia
Il partito è stato descritto come populista, nazionalista zulu ed “anti-stranieri”, venendo sovente definito come “radicale” o “socialista”. Esso ha supportato l’abrogazione della legislazione sul matrimonio omosessuale, insieme ad altre politiche socialmente conservatrici ed esplicitamente discriminatorie, come l’espropriazione senza indennità delle proprietà dei cittadini sudafricani bianchi (i cosiddetti Afrikaner). Tuttavia, il partito è stato anche descritto come incentrato interamente sull'ex presidente Jacob Zuma, senza un'ideologia o un carattere distinto.

## Risultati elettorali
| Elezione      | Voti      | %     | Seggi    | Posizione |
| ------------- | --------- | ----- | -------- | --------- |
| Generali 2024 | 2,344,309 | 14,58 | 58 / 400 | 3°        |